# Paasvakantie
De paasvakantie, ook wel lentevakantie, is een schoolvakantie in Vlaanderen en Suriname, en voorheen ook in Nederland en Franstalig België.
In Vlaanderen heeft men twee weken paasvakantie die afhankelijk is van de datum van Pasen. Valt Pasen in maart, dan begint de paasvakantie op paasmaandag. Als Pasen na 15 april valt, begint de paasvakantie de tweede maandag vóór Pasen. Valt Pasen in de eerste helft van april, dan begint de paasvakantie op de 1ste maandag van april.

## Franstalig België
Sinds het schooljaar 2022-2023 zijn de schoolvakanties in Franstalig België hervormd. De paasvakantie heet daar sindsdien lentevakantie (congé de printemps) en valt niet meer gelijk met Vlaanderen, maar is begin mei. Paasmaandag is een feestdag en blijft een vrije dag.

## Nederland
Nederland kent sinds enkele decennia geen paasvakantie meer maar heeft enkele weken later een meivakantie. Met Pasen heeft men een lang weekeinde vrij, van Goede Vrijdag of Stille Zaterdag tot en met tweede paasdag.